# Haidershofen
Haidershofen osztrák község Alsó-Ausztria Amstetteni járásában. 2023 januárjában 3726 lakosa volt. 

## Elhelyezkedése

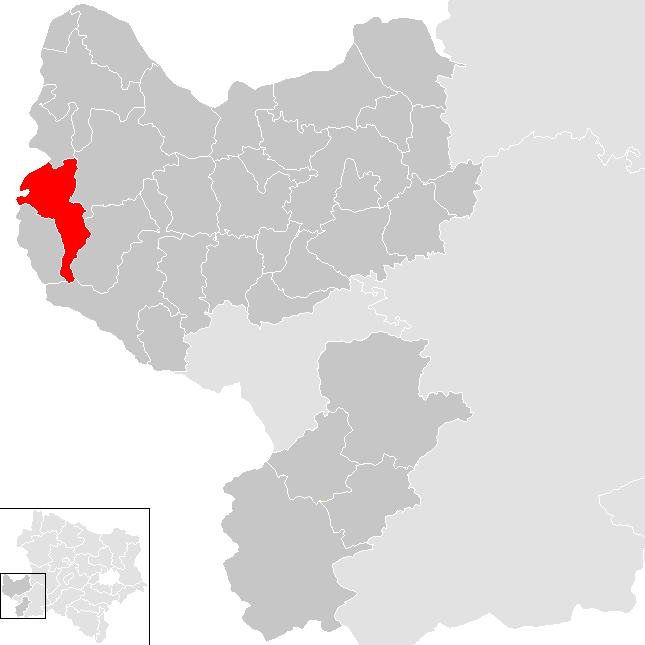
Haidershofen az Amstetteni járásban

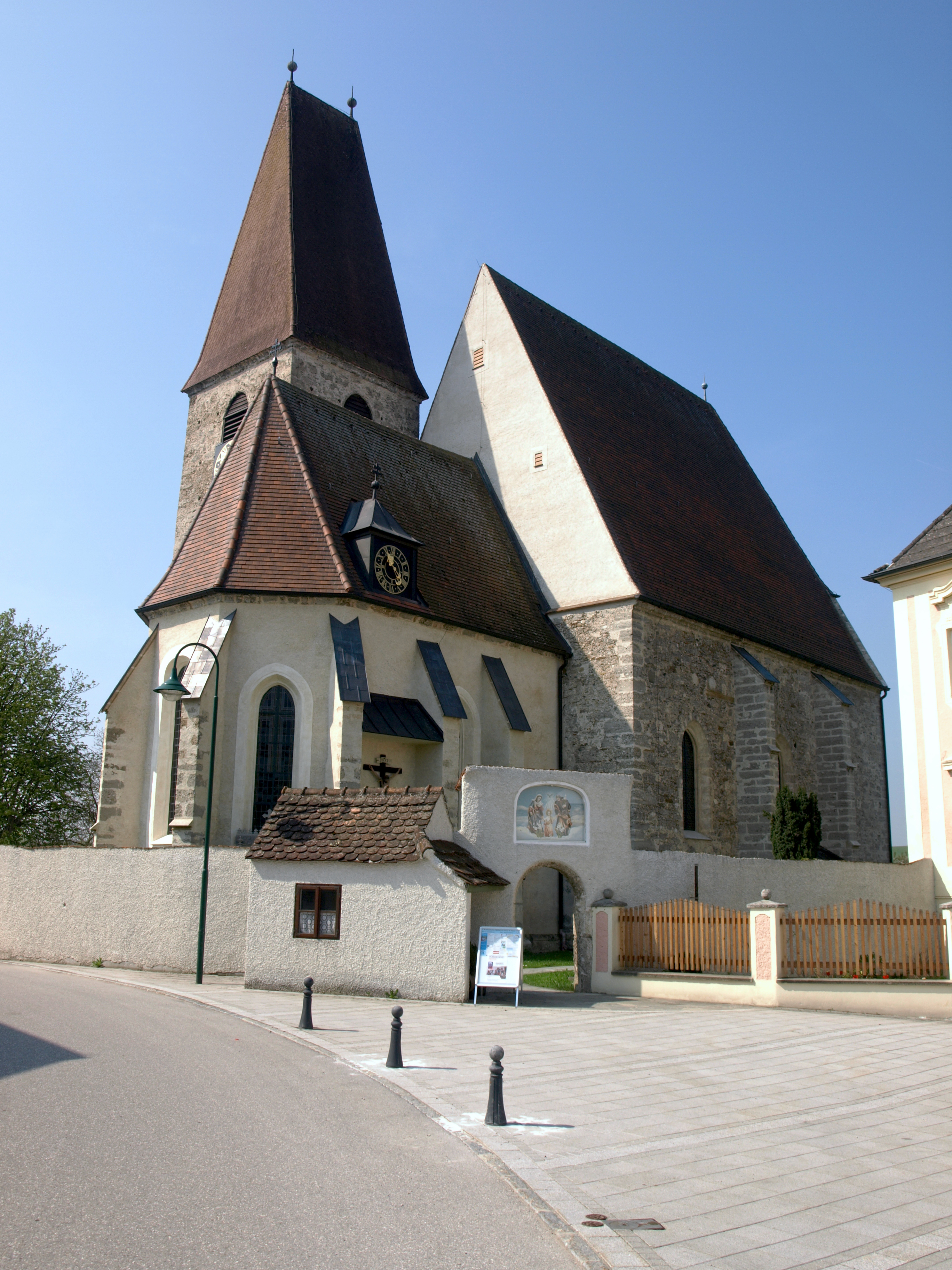
A Szt. Szeverin-plébániatemplom

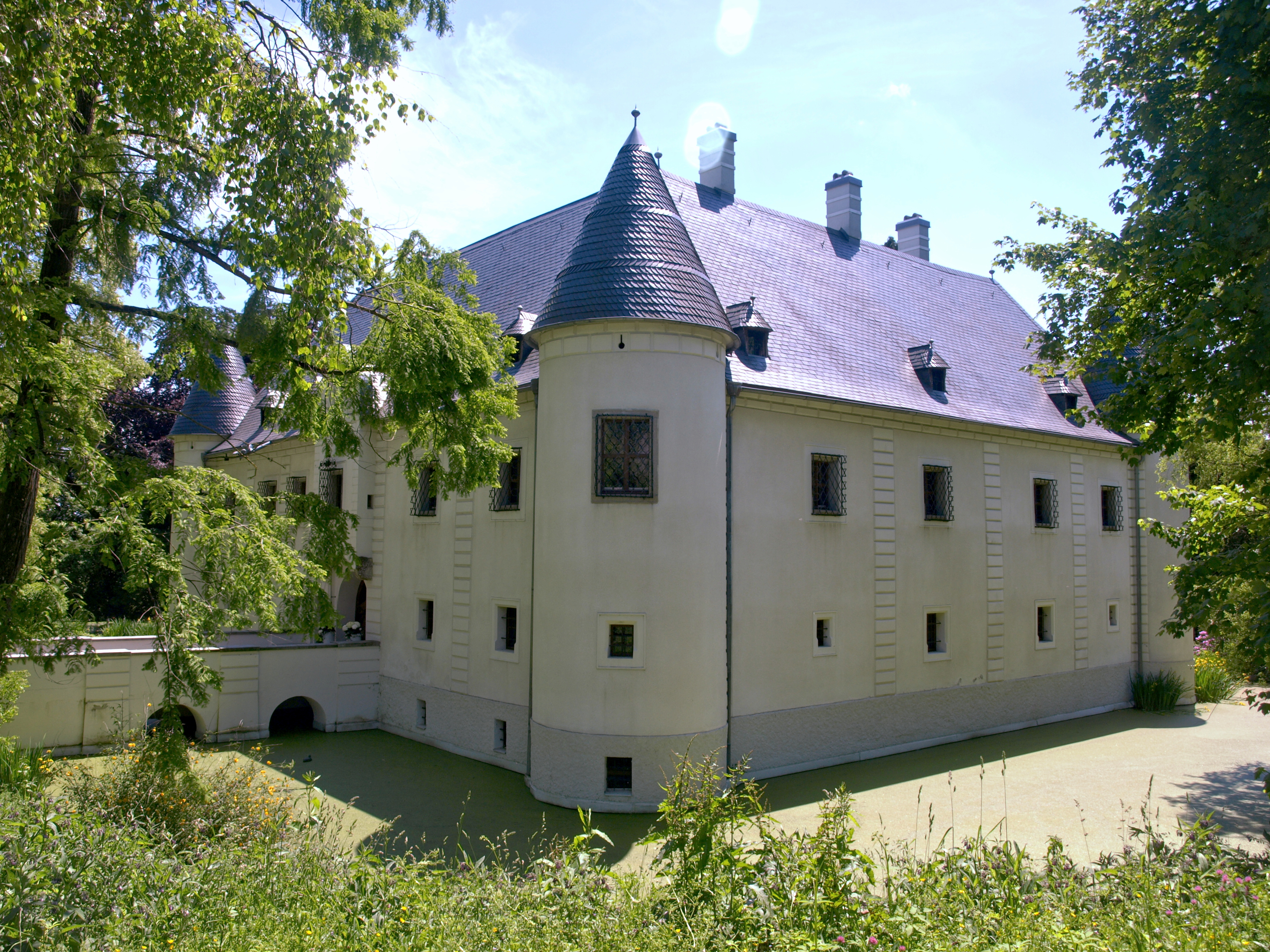
A vestenthali kastély

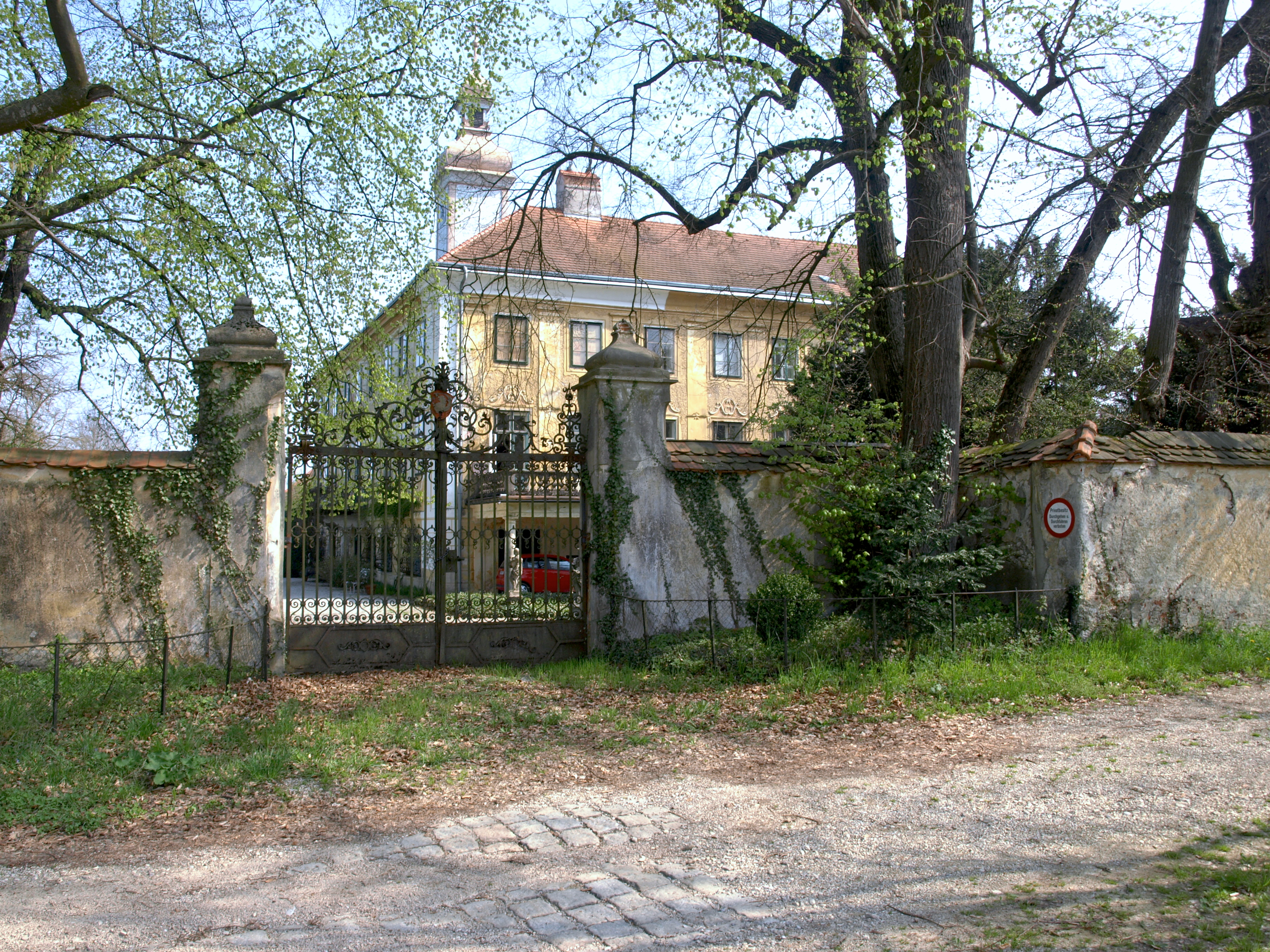
A dorfi kastély

Haidershofen a tartomány Mostviertel régiójában fekszik az Enns jobb partján. Területének 15,2%-a erdő, 72,7% áll mezőgazdasági művelés alatt. Az önkormányzathoz egyetlen település tartozik, melynek településrészei a következők: Aichberg, Anger, Brunnhof, Buching, Burg, Dirnberg, Dorf an der Enns, Glinzing, Grub, Haag, Hagling, Hainbuch, Hundsdorf, Kerschbaum, Landsiedl, Linzeröd, Mondscheinberg, Mosing, Neuhaus, Püreck, Reinthal, Reiterdorf, Samendorf, Sträußl, Tröstlberg, Unterburg, Vestenthal, Wies és Würzberg.
A környező önkormányzatok: északra Ernsthofen, északkeletre Haag, keletre Weistrach, délkeletre Sankt Peter in der Au, délnyugatra Behamberg, nyugatra Dietach és Steyr, északnyugatra Kronstorf (utóbbi három Felső-Ausztriában).

## Története
A Lehbergen találták a világ legrégebbi "sminkkészletét", egy őskőkori kőtálat és mozsártörőt, amellyel testfestéshez használt festéket őröltek. 
Haidershofent 1125-ben említik először: a gleinki kolostor (ma Steyrben) alapítólevelén szerepel egy bizonyos Alttemannus de haderichshouen nevű tanú. Egy 1151-es dokumentumból kiderül, hogy ő volt a falu papja. 1275-ben akkori birtokosa, Poppo von Grünburg kegyúri jogait a gleinki bencés kolostorra testálta, amely egészen 1784-es feloszlatásáig felügyelte Haidershofen plébániáját. Mai, gótikus templomát 1452-ben szentelték fel.
Az Enns átkelőjét vigyázó falut 1485-ben Mátyás magyar király, 1529-ben és 1532-ben a törökök szállták meg. Papjai közül többen a gleinki kolostor apátjaivá váltak, pl. 1570-ben Abraham Haggl, akit lutheránus irányultsága miatt négy évvel később leváltottak. 1606-ban a katolikus pap nem volt hajlandó eltemetni a protestáns Elisabeth Flußhartot a templomban lévő családi kriptába, így a család erővel elvette tőle a templom kulcsát, hogy eltemethessék rokonukat. 
Az osztrák örökösödési háború idején, 1740-ben Haidershofen közelében bajor és francia csapatokkal is folytak harcok. A franciák az Enns bal partján táboroztak, és onnan lőtték Haidershofent. A Ludwig Andreas von Khevenhüller tábornagy vezette osztrák csapatok ellentámadása Brunnhofból sikeres volt; a franciák visszavonultak, és Khevenhüller serege Hainbuchnál átkelt az Ennsen. 1784-ben II. József egyházrendeletét követően a gleinki apátságot bezárták, a haidershofeni plébánia pedig az újonnan létrehozott linzi püspökség alá került.
A napóleoni háborúk idején a franciák átvonultak a falun és élelmiszert rekviráltak. 1838-ban Haidershofenben 171 házat (benne 215 családdal), 127 lovat, 79 ökröt, 525 tehenet, 50 juhot és 454 disznót számláltak össze. Lakói elsősorban földműveléssel foglalkoztak, búzát, árpát és zabot termesztettek.
Az Anschlusst követően, 1941-ben Dorf an der Ennsben megkezdték egy vízierőmű építését, amely azonban csak 1946-ban kezdte meg működését. 

## Lakosság
A haidershofeni önkormányzat területén 2023 januárjában 3726 fő élt. A lakosságszám 1951 óta gyarapodó tendenciát mutat. 2020-ban az ittlakók 95,6%-a volt osztrák állampolgár; a külföldiek közül 1,1% a régi (2004 előtti), 1,5% az új EU-tagállamokból érkezett. 1% az egykori Jugoszlávia (Szlovénia és Horvátország nélkül) vagy Törökország, 0,8% egyéb országok polgára volt. 2001-ben a lakosok 89,6%-a római katolikusnak, 1,4% mohamedánnak, 6,9% pedig felekezeten kívülinek vallotta magát. Ugyanekkor 6 magyar élt a községben; a legnagyobb nemzetiségi csoportot a németeken kívül (96,9%) a törökök alkották 0,8%-kal.
A népesség változása:

| 2016 | 3 611 |
| 2018 | 3 670 |

## Látnivalók
- a dorfi kastély
- a vestenthali kastély
- a Szt. Szeverin-plébániatemplom
- a vestenthali Szt. Miklós-plébániatemplom

## Fordítás
- Ez a szócikk részben vagy egészben  a   Haidershofen című német Wikipédia-szócikk ezen változatának fordításán alapul.  Az eredeti cikk szerkesztőit annak laptörténete sorolja fel. Ez a jelzés csupán a megfogalmazás eredetét és a szerzői jogokat jelzi, nem szolgál a cikkben szereplő információk forrásmegjelöléseként.